# Chevrolet C-Serie
Die Chevrolet C-Serie oder GMC C-Serie ist eine Reihe von großen Pick-ups, die General Motors in den Jahren 1960 bis 1998 anbot. Die jeweiligen Versionen mit Allradantrieb hießen Chevrolet K-Serie oder GMC K-Serie. Der erste Chevrolet-Pick-up erschien 1924; seit 1930 werden die Fahrzeuge im eigenen Haus entworfen. 1988 wurde die Serie bei GMC vom GMC Sierra abgelöst und 1999 bei Chevrolet vom Chevrolet Silverado. Die schwereren Versionen Chevrolet Silverado HD und GMC Sierra HD folgten 2001.

## Von Jahr zu Jahr

### 1960–1966
Mit dem 1960er-Modell des leichten Pick-up wurde ein neuer Karosseriestil eingeführt, der viele Neuerungen zeigte. Zu den wichtigsten zählten der neue, in der Mitte abgesenkte Leiterrahmen, der ein niedriger sitzendes Führerhaus ermöglichte, und die Einzelradaufhängung vorne, die dem Pick-up ein fast Pkw-ähnliches Fahrverhalten verlieh. Ebenfalls neu war 1960 die Bezeichnung der GM-Pick-ups. Die alten Bezeichnungen für den Halbtonner mit kurzem Fahrgestell, den Halbtonner mit langem Fahrgestell und den Dreivierteltonner – 3100, 3200 und 3600 – wurden durch die Bezeichnungen 10, 20 und 30 für Halbtonner, Dreivierteltonner und Eintonner ersetzt.
Seit 1957 gab es werksgefertigte Pick-ups mit Allradantrieb – auch an den neuen Bezeichnungen erkennbar. Die heckgetriebenen Fahrzeuge hießen C (für Conventional), die allradgetriebenen K. Die auf den Wagen sichtbaren Bezeichnungen waren die schon zuvor verwendeten Namen: Die Serien 10, 20 und 30 (C oder K) wurden zum Beispiel als Apache 10 bezeichnet, die Serien 40, 50 und 60 hießen zum Beispiel Viking 40 und die großen Serien 70, 80 und 90 trugen die Bezeichnung Spartan 70. 1960 gab es die Chevrolet C/K-Pick-ups als Fleetside oder Stepside, bei GMC hießen die Modelle Wideside und Fenderside. Die Halbtonner mit kurzem Fahrgestell waren C10/K10, die Halbtonner mit langem Fahrgestell C15/K15, die Dreivierteltonner C20/K20 und die Eintonner C30.
Bei GMC gab es nur allradgetriebene Versionen mit der Bezeichnung K. 1962 erhielten die Wagen einen Torsionsstab an der Vorderachse und gezogene Längslenker an der Hinterachse. Es gab eine Standardausstattung und eine gehobene Custom-Ausstattung. Als Antrieb stand bei GMC ein 5,0-Liter-V6-Motor zur Verfügung, sonst Reihensechszylinder mit 3,9 oder 4,3 Liter Hubraum und Leistungen von 99 und 110 kW, sowie ein 4,6-Liter-V8 mit 136 kW.
Ab 1963 erhielten die Vorderachsen Schraubenfedern, und ein neuer Standardmotor fand Verwendung, ein Reihensechszylinder mit 3,8 Liter Hubraum und 103 kW Leistung. Auf Wunsch gab es auch einen 4,8-Liter-R6 mit 121 kW. 1964 wurde das Führerhaus verändert, wobei die Panorama-Windschutzscheibe wegfiel, aber ein neuer Kühlergrill, sowie verschiedene Änderungen im Innenraum realisiert wurden. Eine Klimaanlage und einen 5,4-Liter-V8-Motor mit 162 kW Leistung und einer Höchstgeschwindigkeit von 137 km/h gab es 1965. 1966 wurde nochmals ein neuer Sechszylinderreihenmotor mit 4,1 Liter Hubraum und 114 kW eingeführt.

### 1967–1972

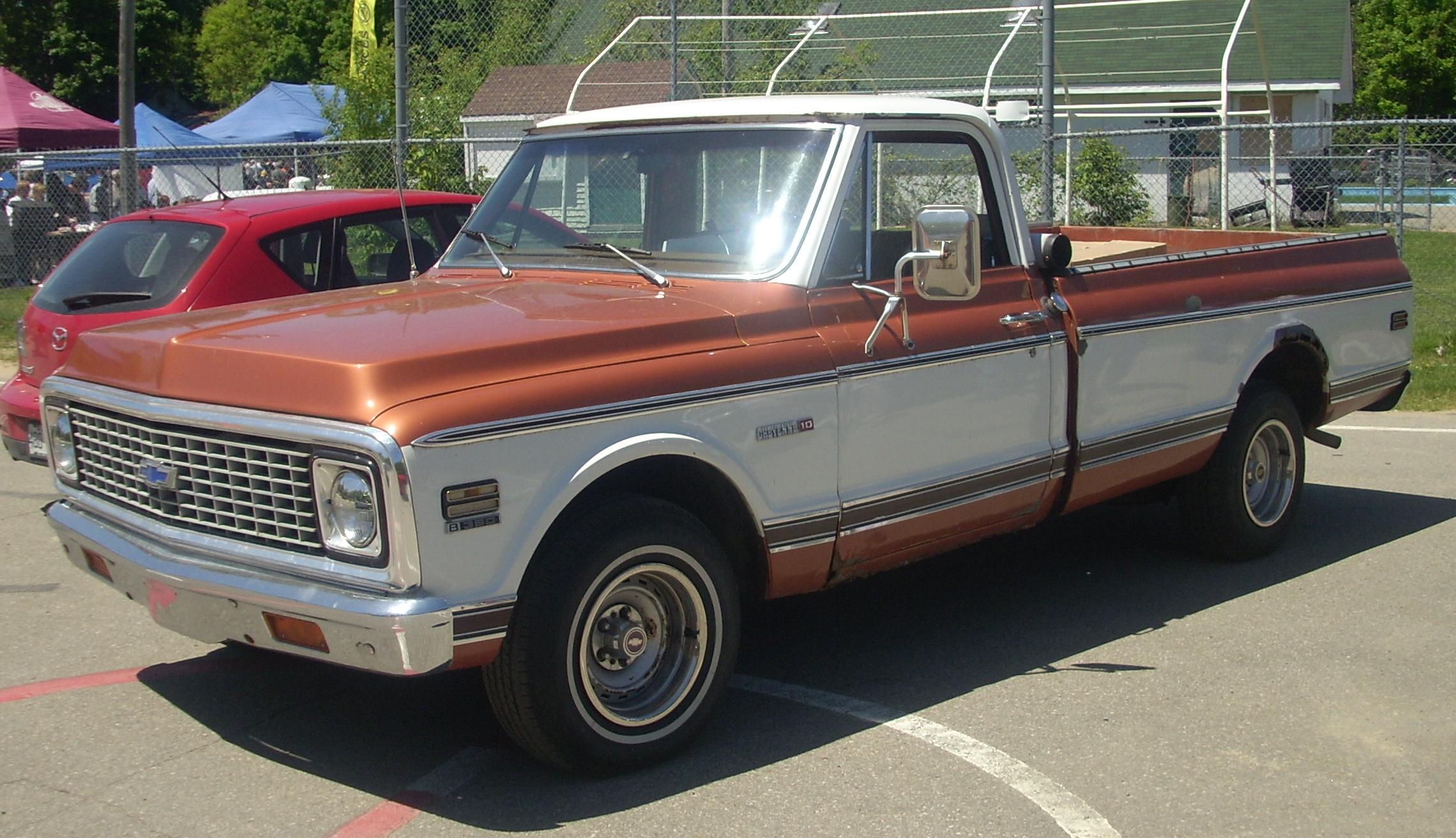
Chevrolet C/K Cheyenne 10 Pritsche

Ein moderneres Aussehen erhielt die C-Serie 1967. Seit dieser Überarbeitung vermarktete General Motors die C/K-Pick-ups als Lieferwagen für allgemeine Transportaufgaben und nicht mehr nur als Werkstattwagen. Die meisten Chevrolet-Pick-ups der Serien 10 und 20 wurden von 1967 bis 1972 mit Schraubenfedern und gezogenen Längslenkern an der Hinterachse ausgeliefert, was deren Straßenlage gegenüber den alten Modellen mit Blattfedern wesentlich verbesserte. Dennoch gab es für alle Pick-ups auf Wunsch weiterhin Blattfedern, bei der Serie 30 waren sie Serienausstattung.
Bei GMC hatten alle Pick-ups serienmäßig Blattfedern, Längslenker und Schraubenfedern waren aber auf Wunsch erhältlich. Alle allradgetriebenen Pick-ups – ob Chevrolet oder GMC – hatten an beiden Achsen Blattfedern. Als Standardantrieb dienten ein 4,1-Liter-R6 oder ein 4,6-Liter-V8, jeweils verbunden mit einem manuellen Dreiganggetriebe. Auf Wunsch gab es ein manuell zu schaltendes Vierganggetriebe, eine Powerglide-Automatik oder eine Turbo-Hydramatic. Weitere, gegen Aufpreis verfügbare Motoren waren ein 4,8-Liter-R6 und ein 5,4-Liter-V8. Die Halbtonner hatten Räder mit sechs Befestigungslöchern mit einem Lochkreisdurchmesser von 127 mm (5″), die Dreivierteltonner und der Eintonner mit acht Löchern einem Lochkreisdurchmesser von 152,4 mm (6″).
1968 gab es anstatt des 4,6-Liter-V8 einen neuen 5,0-Liter-V8, und erstmals wurde der 6,5-Liter-V8 mit 228 kW Leistung angeboten. Die am deutlichsten sichtbare Veränderung gegenüber den 1968er-Modellen waren die neuen Seitenreflektoren an den vorderen und hinteren Kotflügeln. Den Pick-up mit dem verlängerten Führerhaus gab es nicht mehr. Die GMC-Fahrzeuge erhielten einen neuen Kühlergrill, bei denen die Buchstaben GMC nicht mehr auf dem Querstab hervorgehoben waren. Wichtig für Restauratoren ist, dass die etwas weniger geneigte Motorhaube (ca. 65°) der 1967er- und 1968er-Modelle nicht zu den vorderen Kotflügeln der 1969–1972 gefertigten Modellen passte.
Neu war auch ein Custom Comfort and Convenience-Innenraumpaket, das zwischen der Standardausführung und der CST-Ausführung lag. 1968 feierte Chevrolet den 50. Jahrestag der Lkw-Herstellung. Ebenfalls ab 1968 gab es den Dreivierteltonner als Longhorn-Modell. Der Longhorn war für die Aufnahme mit einem starken, 2.590 mm langen Kasten ausgestattet, der einen losen Campingaufbau aufnehmen konnte.
1969 gab es einen neuen 5,7-Liter-V8-Motor mit 188 kW. Zusätzlich erhielt die Modellreihe wieder einen neuen Kühlergrill für den Chevrolet und eine weniger geneigte Frontpartie für die Chevrolet- und GMC-Modelle. Auch eine neue Lieferwagenvariante namens K5 Blazer wurde angeboten, die einen kürzeren Radstand von 2642 mm hatte. Eine gleichartige GMC-Version namens Jimmy wurde im gleichen Jahr eingeführt. Auch im Innenraum gab es einige Veränderungen, insbesondere den Übergang vom Handbremshebel zu einer Feststellbremse mit Pedal. Ein modernes Zweispeichenlenkrad mit Kunststoffhupknopf ersetzte das bisherige Dreispeichenlenkrad mit verchromtem Hupknopf. Neu in diesem Jahr waren ebenfalls die oberen und unteren Seitenbleche, die es auch zweifarbig gab. Zweifarbige Seitenbleche waren bei der Ausführung CST serienmäßig, bei den anderen Ausführungen auf Wunsch verfügbar.
Die einzig erwähnenswerte Änderung 1970 war eine leichte Überarbeitung des Chevrolet-Kühlergrills. Auf den ersten Blick sahen die Ausführungen von 1969 und 1970 gleich aus. Die Kunststoffeinsätze des 1970er-Modells haben jedoch farbliche Absetzungen, die den Grill in sechs einzelne Sektionen unterteilen. 1971 gab es umfangreichere Veränderungen, zunächst einen anderen Kühlergrill im Eierkartonmuster, der die Chevrolet-Varianten zierte. Der GMC-Grill war teilweise schwarz lackiert. Zum zweiten gab es ein neues Ausstattungspaket namens Cheyenne. Bei den GMC-Modellen hieß es Sierra. Diese Pakete bestanden vorwiegend aus Komfortdetails – einer eleganteren Innenausstattung, einer dickeren Polsterung und einer besseren Isolierung, Teppiche, eine Chromausstattung sowie Verzierungen an Seitenblechen und Heckklappe. 1971 wurden auch zum ersten Mal Radios für Mittel- und Ultrakurzwellenempfang (AM/FM) ab Werk eingebaut. Mit dem 5,7-Liter-Motor erreichte man eine Höchstgeschwindigkeit von rund 170 km/h.
Außerdem wurden bei allen Pick-ups Scheibenbremsen anstatt Trommelbremsen eingebaut, was zu erheblich weniger Fading bei großer Last führte. Während viele frühere C/K-Halbtonner Sechslochrädern mit einem Lochkreis von 5,5″ ausgestattet waren, hatten die heckgetriebenen Modelle nur Fünflochräder mit einem Lochkreis von 127 mm (5″), wie die Pkws von Buick, Oldsmobile, Pontiac und Cadillac. Die allradgetriebenen Halbtonner blieben bei den Sechslochrädern. Diese Räder wurde bis zum Ende der Serie beibehalten. Ebenfalls änderte Chevrolet die Bezeichnung „396 V8“ (entsprechend dem Hubraum des Motors in³) in „400 V8“; dies war aber nur eine kosmetische Änderung.
Die 1972er-Modelle waren praktisch gleich mit denen von 1971. Lediglich der Innenspiegel war an der Windschutzscheibe verklebt anstatt am Dachhimmel verschraubt wie bei den früheren Modellen. Flache Türverkleidungen aus Metall oder Kunststoff gab es nicht mehr, alle Verkleidungen waren ausgeformt mit integrierten Armstützen und bei Cheyenne und Sierra zusätzlich mit Holzimitateinsätzen.
Motoren
| Jahr | R6          |              | V8                 |
| ---- | ----------- | ------------ | ------------------ |
| 1967 | 4,1 l 4,8 l | 5,0 l 5,7 l  | 4,6 l 5,4 l        |
| 1968 | 4,1 l 4,8 l | 5,0 l 5,75 l | 5,05 l 5,4 l 6,5 l |
| 1969 | 4,1 l 4,8 l | 5,0 l        | 5,0 l 5,7 l 6,5 l  |
| 1970 | 4,1 l 4,8 l |              | 5,05 l 5,7 l 6,5 l |
| 1971 | 4,1 l 4,8 l |              | 5,05 l 5,7 l 6,6 l |
| 1972 | 4,1 l 4,8 l |              | 5,05 l 5,7 l 6,6 l |

Lochkreisdurchmesser an Felgen
| Jahre   | ½-Ton 2WD      | ½-Ton 4WD      | ¾- und 1-Ton  |
| ------- | -------------- | -------------- | ------------- |
| 1967–70 | Sechsloch 5,5" | Sechsloch 5,5" | Achtloch 6,5" |
| 1971–72 | Fünfloch 5"    | Sechsloch 5,5" | Achtloch 6,5" |

Ausstattungslinien
Der Reihe nach waren die Ausstattungslinien der Chevrolet-Pick-ups von 1967 bis 1972:
1967–1970:
- C/10 – Basismodell
- Custom/10 – 'mittleres Modell'
- CST/10 – 'Spitzenmodell' (CST=Custom Sport Truck)

1971:
- Custom/10 – Basismodell
- CST/10 – 'mittleres Modell'
- Cheyenne/10 – 'Spitzenmodell'

Ende 1971, 1972:
- CST/10 – Basismodell
- Cheyenne/10 – 'mittleres Modell'
- Cheyenne Super – 'Spitzenmodell'
- Cheyenne Highlander – spezielles Ausstattungspaket

Die Bezeichnung 10, 20, or 30 verwies auf Chevrolet-Pick-ups mit ½, ¾, oder 1 Tonne Nutzlast.
Die GMC-Ausführungen von 1967 bis 1970 hatten die gleichen Bezeichnungen wie die von Chevrolet; allerdings hießen die Ausstattungslinien 1500, Custom 1500 und Super Custom 1500. Ab 1971 änderte sich dies in:
- Custom 1500 – Basismodell
- Super Custom 1500 – mittleres Modell
- Sierra 1500 – Spitzenmodell

und Ende 1971 und 1972 in:
- Super Custom 1500 – Basismodell
- Sierra 1500 – mittleres Modell
- Sierra Grande 1500 – Spitzenmodell
- Sierra Highlander 1500 – spezielles Ausstattungspaket.

Die Bezeichnung 1500, 2500 und 3500 verwies auf GMC-Pick-ups mit ½, ¾ oder 1 Tonne Nutzlast.
Bei beiden Fabrikaten gab es das Highlander-Paket mit speziellen farblich abgestimmte Stoffeinsätzen, zusätzlichen Farbkombinationen und Isolierungsmaßnahmen.

### 1973–1991
1973–1974

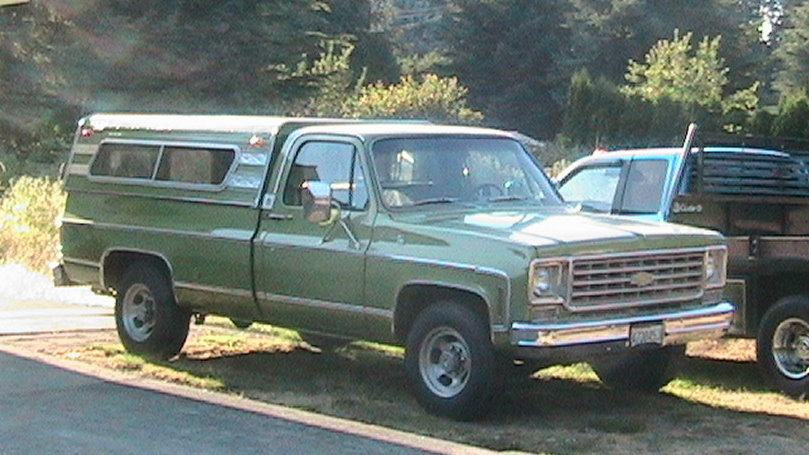
Chevrolet C/K (Vor-Facelift)

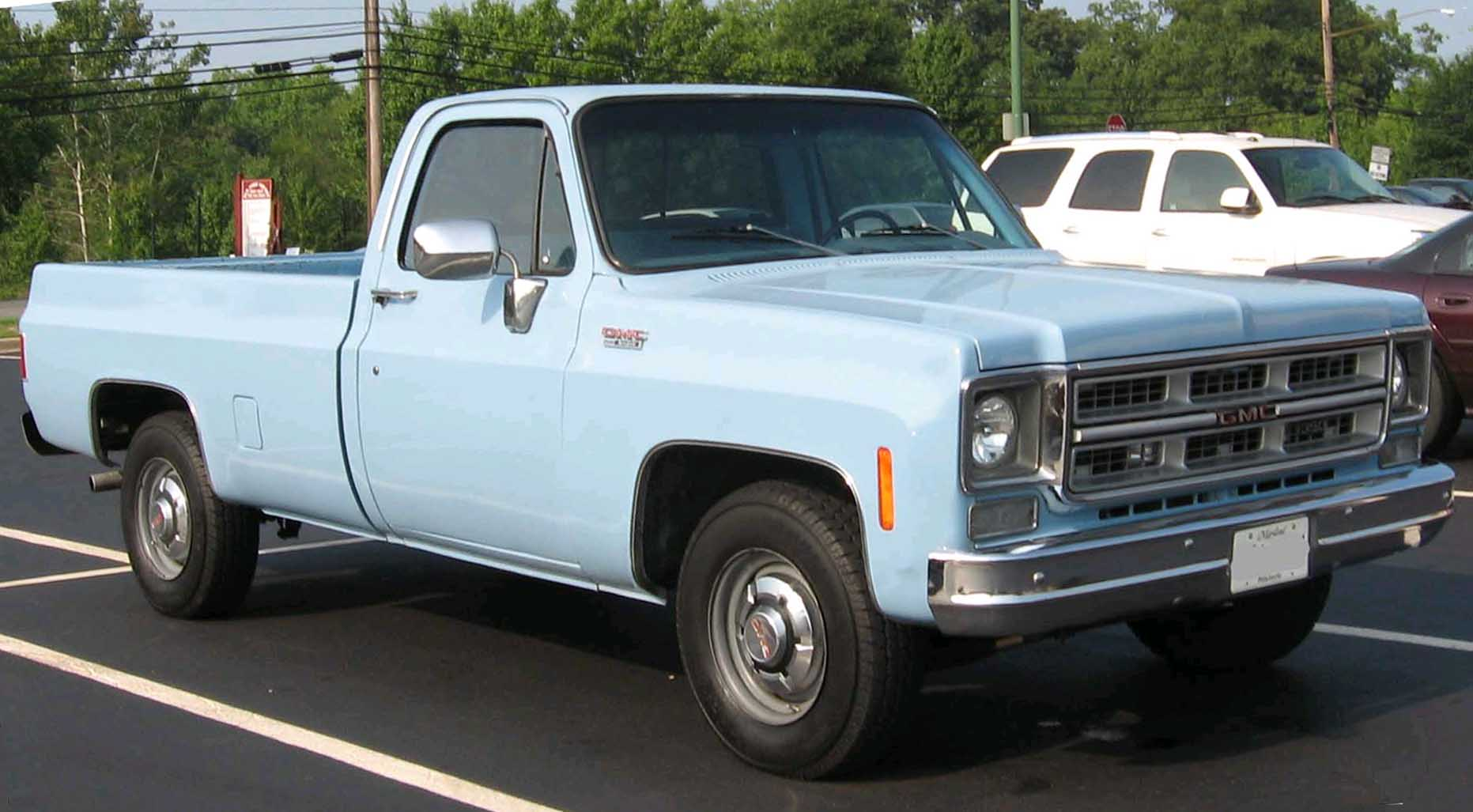
GMC C/K (Vor-Facelift)

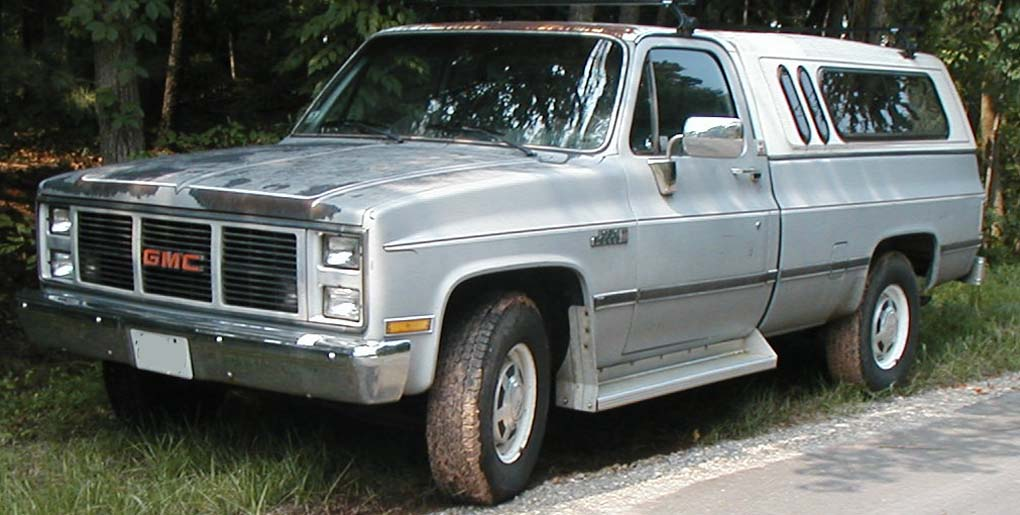
GMC C/K (Facelift)

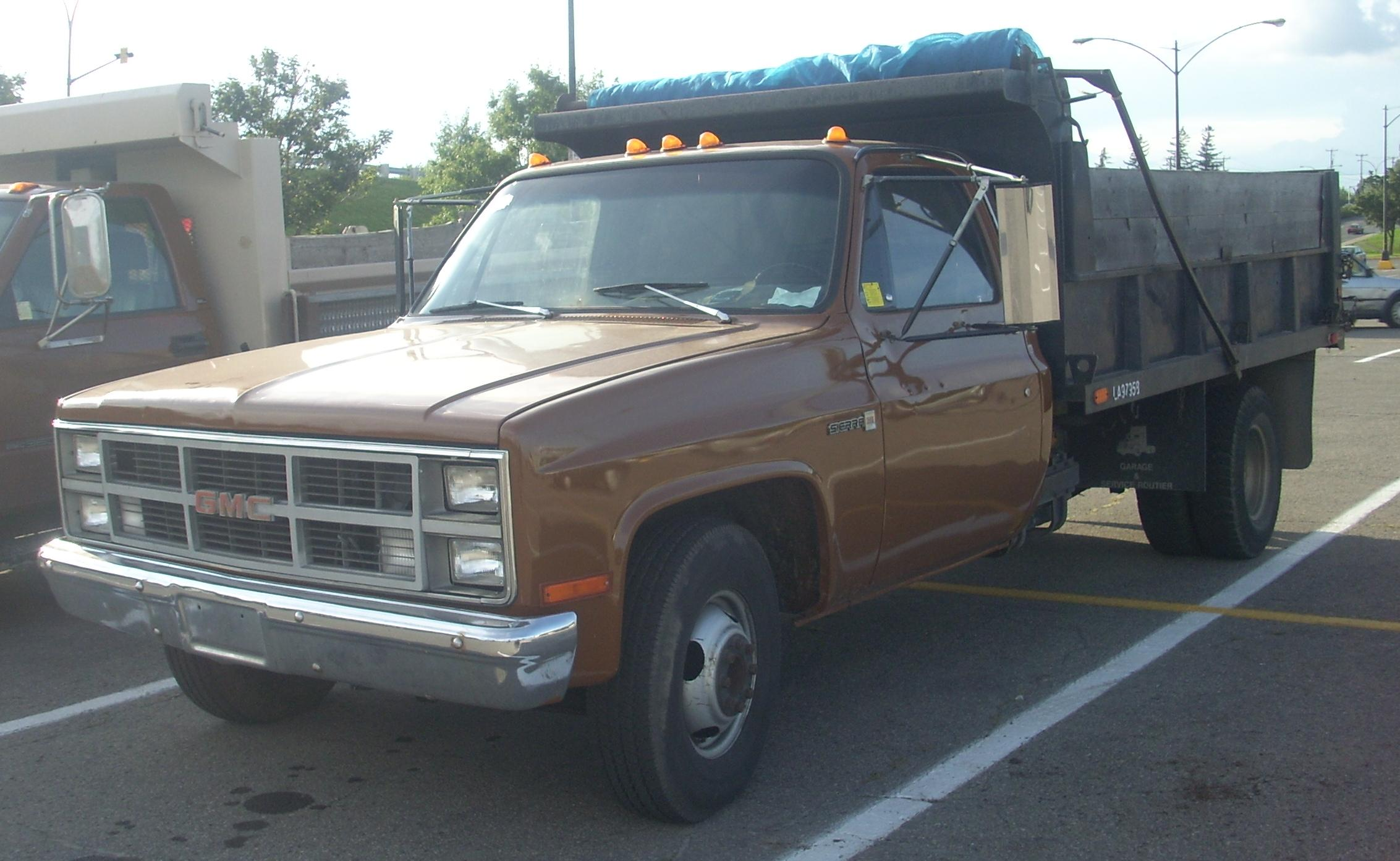
GMC C/K Sierra Classic 3500 Pritsche

- Kraftstofftanks waren nicht mehr im Führerhaus untergebracht und ihr Volumen stark vergrößert; auf Wunsch gab es zwei Tanks (bis zu 180 Liter)
- Diese Serie hatte längere Radstände (2985 mm und 3340 mm).
- Es gab Fahrzeuge mit Doppelkabine und noch längerem Radstand (4178 mm) in zwei Ausführungen:
  - Die Bonus Cab hatte keine Rücksitze aber zusätzlichen verschließbaren Stauraum
  - Die Doppelkabine 3+3 hatte sechs Sitzplätze in zwei Reihen.
- Einen Allradantrieb gab es 1973–1980 auf Wunsch mit dem schweren NP203-Differential.
- Der zuschaltbare Allradantrieb hatte das NP205-Differential. Es gab ihn im gesamten Produktionszeitraum der Serie.
- Einen Ampèremeter gab es im Instrumentenpaket.
- Folgende Motoren waren erhältlich:
  - 4,1-Liter-R6 mit 77 kW
  - 4,8-Liter-R6 mit 88 kW
  - 5,05-Liter-V8 mit 96 kW (nur 1973)
  - 5,7-Liter-V8 mit 184 kW
  - 7,4-Liter-V8 mit 180 kW
- Folgende Ausstattungslinien gab es für Chevrolet und GMC:
  - Custom/Sierra — Basismodell. Gummifußmatten, Vinylsitze, kein Dachhimmel, mechanische Türschlösser und Fensterbetätigungen.
  - Scottsdale/Sierra Grande — Chromausstattung + Ausstattung des Custom/Sierra
  - Cheyenne/High Sierra — Verzierungen aus gebürstetem Aluminium innen, Stoffsitze, Chromausstattung, Teppich, Klimaanlage, Dachhimmel, bessere Schallisolierung (in den Türen, dem Dachhimmel etc.)
  - Cheyenne Super/Sierra Classic — Verzierungen aus Echtholz, sämtliche Ausstattungsdetails des Cheyenne (High Sierra), umfangreichere Chromausstattung (besonders Stoßfänger und Spiegel), Lenkradhöhenverstellung, elektrische Fensterheber und elektrische Türschlösser, auf Wunsch Tempomat. Der Cowboy Cadillac!

1975
- Es gab einen weiteren Motor: 6,6-Liter-V8 mit 136 kW (1975–1980).
- GM führte zwei neue Ausstattungslinien ein: Der Silverado ersetzte den Cheyenne Super und der Custom Deluxe ersetzte den Custom.
  - Custom Deluxe/Sierra — Basismodell. Gummifußmatten, Vinylsitze, kein Dachhimmel, mechanische Türschlösser und Fensterheber, lackierte Stoßfänger.
  - Scottsdale/Sierra Grande — Verzierungen aus Holzimitat, Chromausstattung, Stoffsitze, Ausstattung des Custom Deluxe/Sierra.
  - Cheyenne/High Sierra — Teppiche, Türtaschen, Chromausstattung, Klimaanlage, Dachhimmel und bessere Schallisolierung (in den Türen, im Dachhimmel etc.)
  - Silverado/Sierra Classic — alle Ausstattungsdetails des Cheyenne/High Sierra, mehr Chrom (besonders Stoßfänger und Spiegel), Lenkradhöhenverstellung, elektrische Fensterheber und elektrische Türschlösser, auf Wunsch Tempomat. Der Cowboy Cadillac!

1976
- Ein Voltmeter ersetzte das Amperemeter im Instrumentenpaket.

1977
- Eine elektrische Öldruckanzeige ersetzte die mechanische im Instrumentenpaket.
- Es gab einen Eintonner mit Allradantrieb (Chevrolet K30 / GMC K3500).

1978
- Es wurde ein 5,7-Liter-V8-Dieselmotor mit 92 kW von Oldsmobile eingeführt (bis 1981 erhältlich).

1980
- Letztes Jahr für den 6,6-Liter-V8 mit 136 kW.

1981 gab es ein Facelift. Einige Details fielen weg oder kamen dazu:.
- Geänderte Instrumentenaufnahme.
- Silverado/Sierra Classic — Anstatt des Holzimitates gab es gebürstetes Aluminium.
- Serienmäßige Halogenbeleuchtung.
- Geänderte Dekoration an den Fahrzeugseiten.
- Ein flacherer Kühlergrill und eine kürzere Motorhaube veränderten die Front.
- Motoren
  - 5,0-Liter-V8 mit 118 kW zusätzlich.
  - Letztes Jahr für den 5,7-Liter-V8-Diesel von Oldsmobile.[1]
- Änderungen beim Allradantrieb:
  - Automatisch kuppelnde Naben an den Vorderrädern bei den leichten Pick-ups.
  - Das leichte NP208-Differential mit Aluminiumgehäuse ersetzte die schweren NP205 und NP203 mit Gusseisengehäusen bei den leichteren Pick-ups.
  - Das NP205 gab es immer noch bei den schweren Pick-ups, aber ohne Allradantrieb.

1982
- 6,2-Liter-V8-Diesel mit 111 kW von Detroit Diesel zusätzlich.[2]
- Vierstufige Automatik TH700-R4 mit Overdrive wurde eingeführt.

1985
- Der 4,3-Liter-V6 ersetzte beide Reihensechszylinder.
- Es gab hydraulisch betätigte Kupplungen.

Eine Variation der C/K-Pick-ups wurde 1985 in Brasilien eingeführt und ersetzte den dort seit 1964 gefertigten Chevrolet Varaneio.
1987
- Ein elektronischer Tachometer (mit Sensor für das TBI) ersetzte das mechanische Modell.
- GM führte die TBI-Einspritzung ein.
- GM wechselte von der Bezeichnung C-/K-Serie zu R-/V-Serie (bildete die 5. Stelle in der Fahrgestellnummer)[4]. R/V war eine Übergangsbezeichnung, die für die restliche Produktionszeit der dritten Generation bis 1991 in Gebrauch blieb. Ab 1988 wurden die Bezeichnungen C-Serie und K-Serie für die vierte Generation im GMT400-Design genutzt.

#### Sidesaddle-Kraftstofftanks
Bei der dritten Generation der großen Chevrolet-Pick-ups wurde der Kraftstofftank aus dem Führerhaus unter den Boden des Führerhauses verlegt, wo er sich auch noch bis unter den vorderen Teil der Pritsche erstreckte. Diese „Sidesaddle“ genannte Konstruktionsänderung führte noch lange nach Produktionsende zu vielen Diskussionen. Dadurch vergrößerte sich das Fassungsvolumen der Tanks von 72 Liter auf bis zu 180 Liter, je nach Radstand und Anzahl der Tanks. Außerdem hatte der Tank auch keine Verbindung mehr mit dem Passagierraum.
Laut dem Dataline-Report von 1993 barg diese Konstruktion jedoch die Gefahr einer Tankexplosion bei einem Seitenaufprall. Es gibt aber in den einzelnen Quellen große Unterschiede bei der Anzahl festgestellter Todesfälle, die darauf zurückzuführen wären. Eine Studie von Failure Analysis Associates verweist in der Zeit von 1973 bis 1989 bei diesen GM-Pick-ups auf 155 Todesfälle durch Seitenaufprall und dadurch ausgelöste Fahrzeugbrände. Ralph Naders Center of Auto Safety fand über 1800 Todesfälle, die zwischen 1973 und 2000 auf durch Seitenaufprall ausgelöste Fahrzeugbrände zurückzuführen wären. GM veranlasste nie einen Rückruf, wie vom NHTSA eigentlich vorgeschrieben.
1993 verursachte der schlechte Ruf durch den später gelöschten Dataline-Report verschiedene Sammelklagen. Als Kompensation bot GM 1000-$-Gutscheine zum Kauf neuer GM-Pick-ups bei gleichzeitiger Abgabe der alten Pick-ups an. Obwohl die Pick-ups die damals gültigen NHTSA-Standards für Seitenaufprall mit 24 und 32 km/h erfüllten, einigte sich GM mit der NHTSA 1994 auf eine Zahlung von 51 Mio. US-$, die für Sicherheitsprogramme verwendet werden sollten. Die vierte Generation (1988–2001) wurde lange vor diesen Prozessen mit Kraftstofftanks zwischen den Längsträgern des Rahmens konstruiert.

### 1988–1999

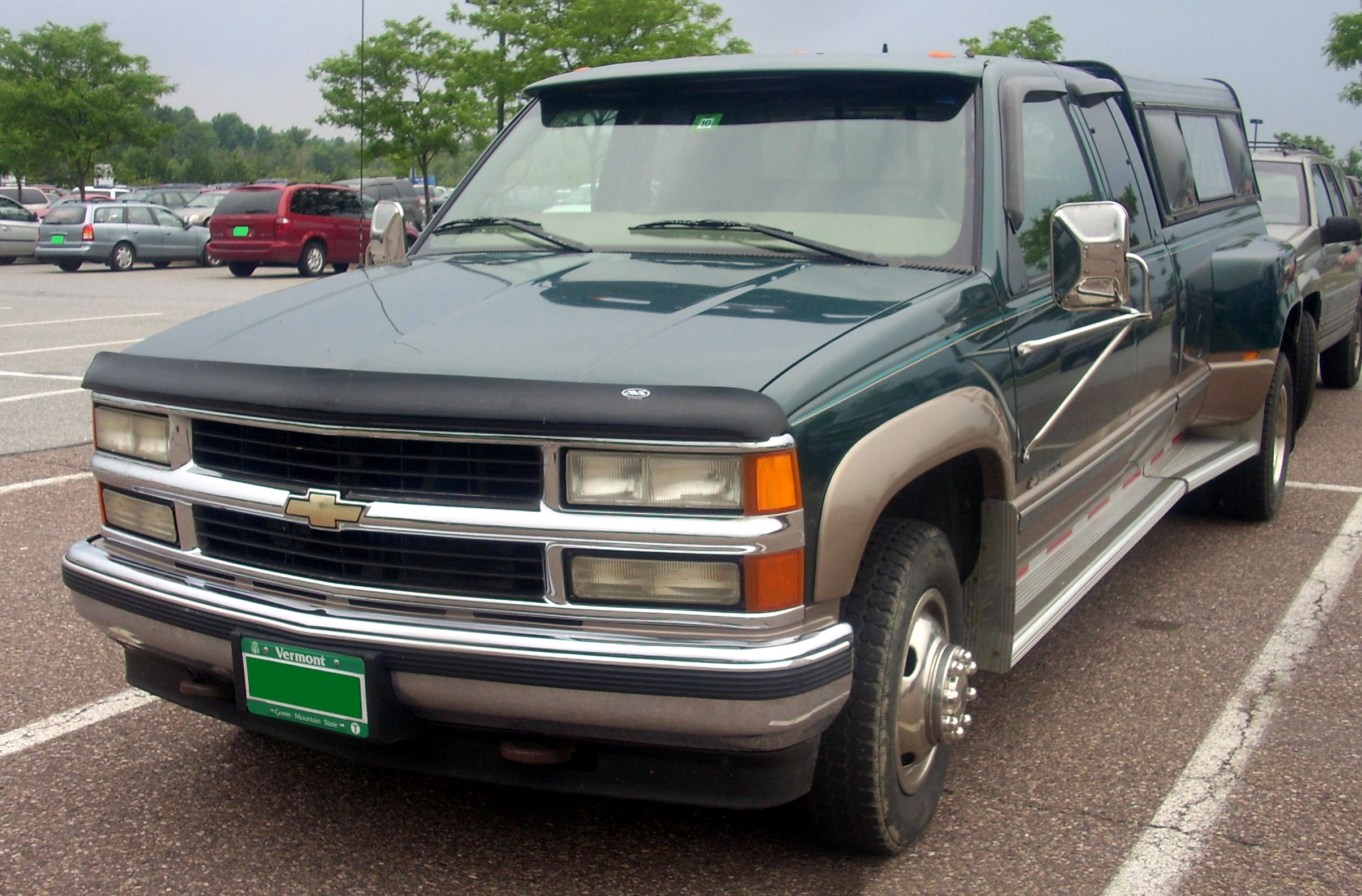
Chevrolet C/K3500 mit verlängertem Führerhaus (1997–1999)

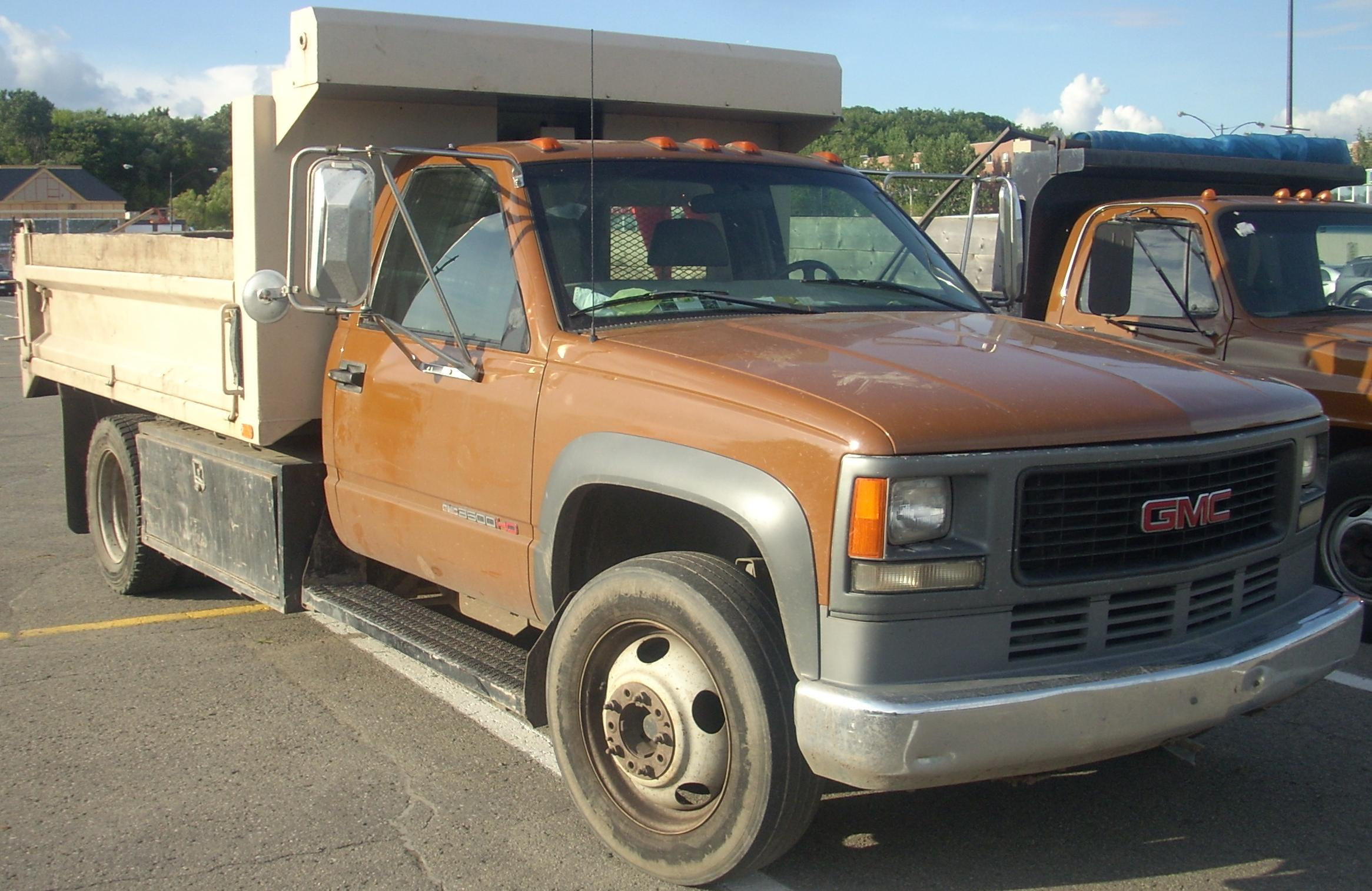
GMC C3/K3500HD

Im April 1987 wurden die 1988er-Modelle (bekannt als GMT400-Plattform) in acht verschiedenen Versionen eingeführt: als Fleetside, Fleetside mit verlängertem Führerhaus, Fleetside Doppelkabine und Stepside – jede Version als Hinterradantriebsmodell (C) und Allradantriebsmodell (K). Alle diese Modelle hatten Einzelradaufhängung vorne. Es gab die drei Ausstattungslinien: Cheyenne, Scottsdale und Silverado. Für den Antrieb standen folgende Motoren zur Verfügung: 4,3-Liter-V6 mit 118 kW, 5,0-Liter-V8 mit 129 kW, 5,7-Liter-V8 mit 154 kW und 6,2-Liter-V8-Diesel. Für Dreivierteltonner und Eintonner gab es zusätzlich einen 7,4-Liter-V8 mit 169 kW.
1989 gab es ein Fleetside-Sportpaket, das Stoßfänger und Kühlergrill in Wagenfarbe, verchromte Räder und Nebelleuchten enthielt. Auch ein Z71-Geländepaket war erhältlich, mit Sandblechen und Bilstein-Stoßdämpfern. 1990 wurde der Work Truck (W/T) eingeführt, ein Cheyenne-Pick-up mit Einzelkabine, einem neuen Kühlergrill und schwarzen Stoßfängern. Ebenfalls 1990 erschien der GMC 3500 EFI mit dem starken 7,4-Liter-V8. Er leistete 230 bhp (169 kW) und brachte es auf ein Drehmoment von 522 Nm. Ab 1991 gab es das GM 4L80-Automatikgetriebe für Dreiviertel- und Eintonner. 1992 entfiel das manuell zu schaltende Vierganggetriebe und der Stepside war auch mit verlängertem Führerhaus zu bekommen. Den 6,5-Liter-V8-Diesel gab es auch mit Turbolader.
Ab 1993 gab es das Sportpaket auch für den Stepside; es beinhaltete Stoßfänger, Spiegel und Kühlergrill in Wagenfarbe und Aluminiumgussräder. Das Getriebe 700R4 wurde 1993 durch die Automatik 4L60-E ersetzt, 1994 entfiel der Dieselmotor, und es gab einen neuen Kühlergrill. 1995 erhielten die Pick-ups ein neues Audiosystem und neue Instrumente, wobei ein Tageskilometerzähler in allen Versionen nun zur Serienausstattung gehörte. Ebenfalls ab 1995 zur Serienausstattung gehörte ein ABS und ein Beifahrer-Airbag bei den Halbtonnern. 1996 wurden die GM-Vortec-V8-Motoren eingeführt. Neue Zylinderköpfe und Nockenwellen, sowie Schlepphebel und eine höhere Kompression sorgten für erheblichen Leistungszuwachs. 1997 erhielten alle Pick-ups eine geschwindigkeitsabhängige Servolenkung und Seitenairbags auf der Beifahrerseite. 1998 wurden das Lenkrad und das Airbagsystem neu abgestimmt und eine PASSLOCK II – Diebstahlswarnanlage eingebaut.

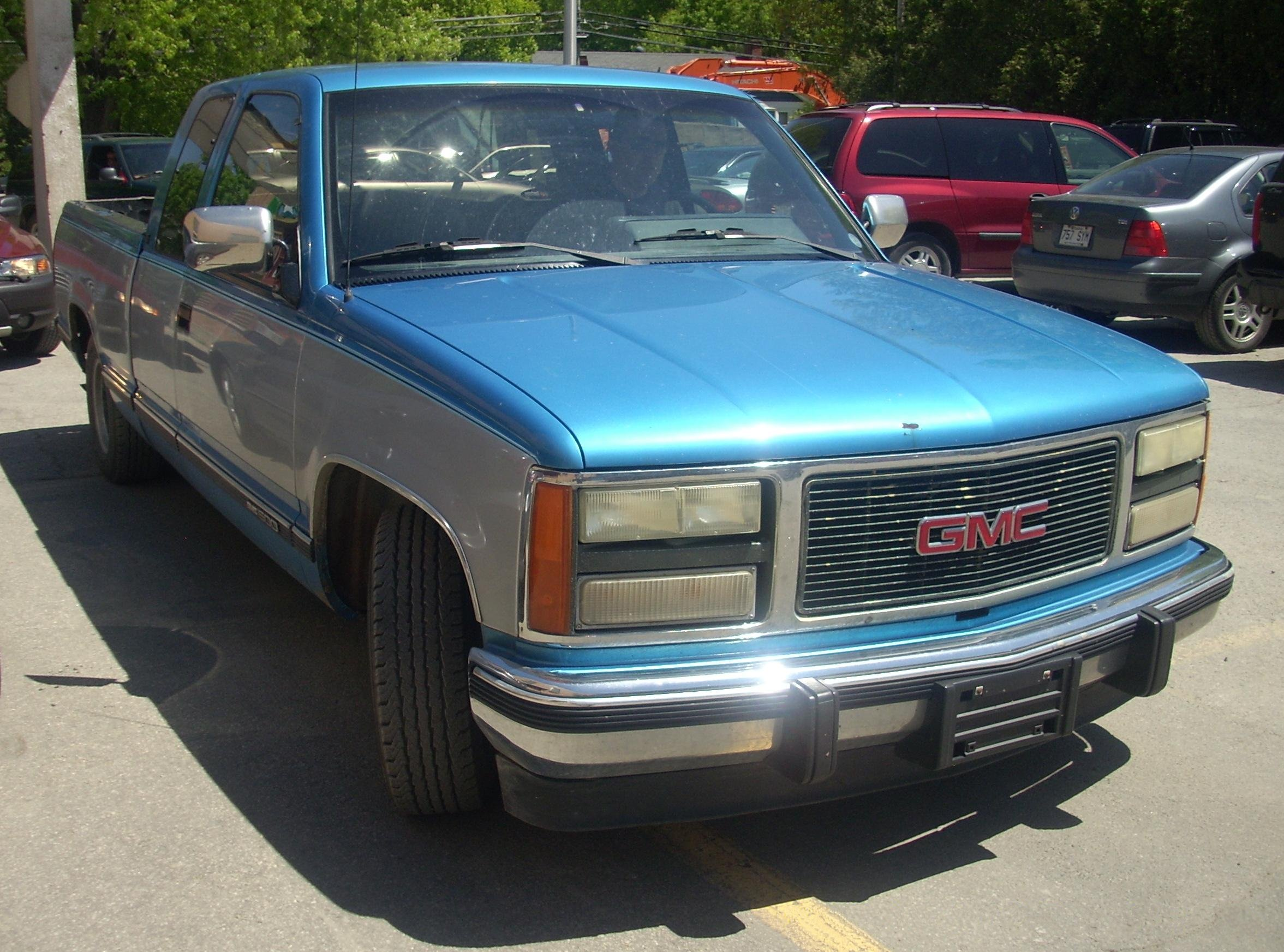
Ein GMC-Pick-up der C- oder K-Serie aus den frühen 1990er-Jahren

Diese Modellreihe war eine der beiden, bei denen zuletzt der alte Chevrolet-5,7-Liter-V8 (Small Block) eingebaut wurde (die andere war die G-Serie bis 2002).

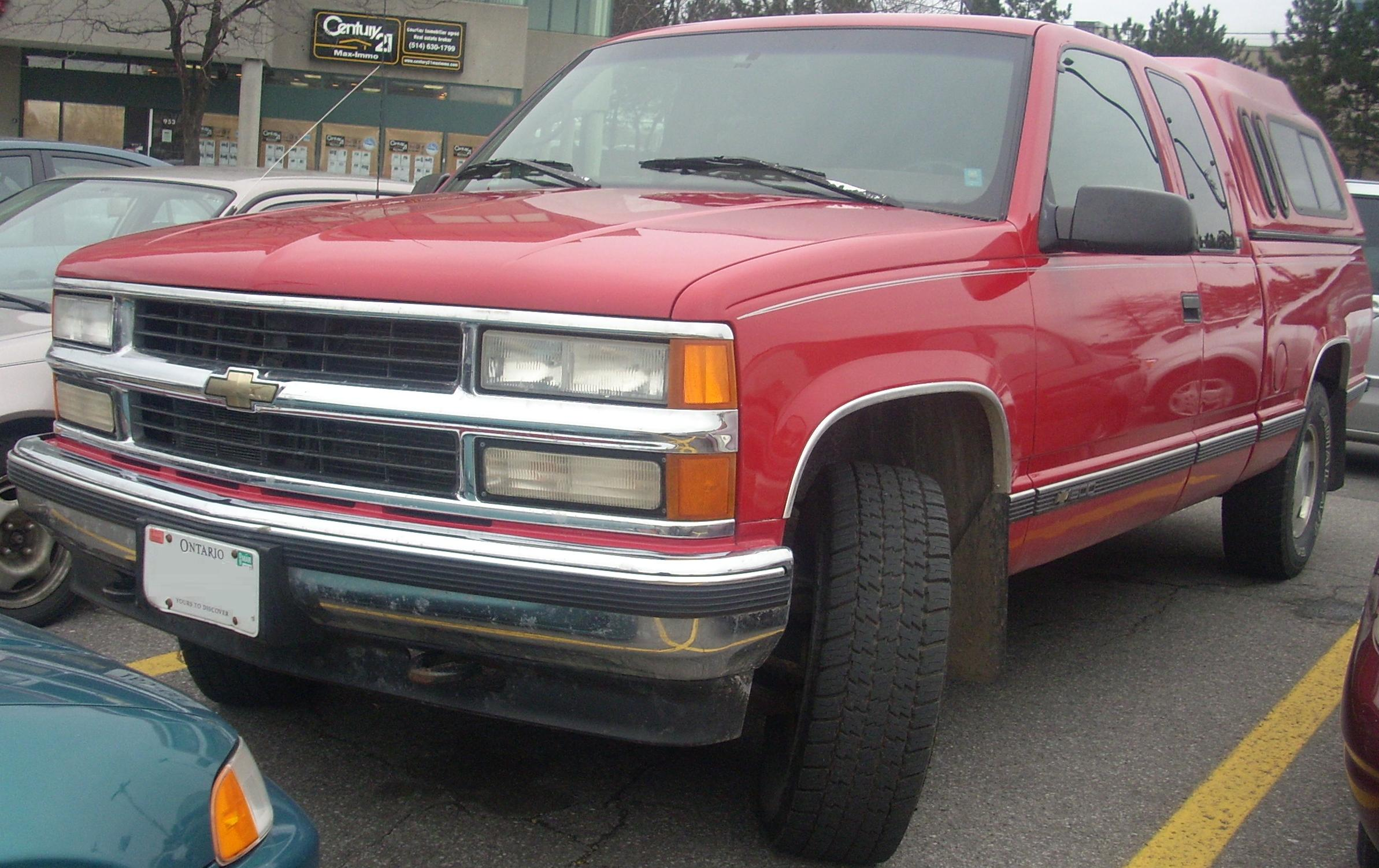
Chevrolet C/K1500 mit verlängertem Führerhaus (1997–1999)

Die GMT800-Plattform wurde 1999 eingeführt, die GMT400-Plattform wurde aber noch bis ins Modelljahr 2000 für Flottenmodelle hergestellt. Zu dieser Zeit wurde diese Plattform nicht mehr in den USA, sondern in Brasilien hergestellt, wo die Fahrzeuge durch einen Chevrolet-Reihensechszylinder angetrieben werden.

#### SS 454
1990 führte Chevrolet eine Hochleistungsvariante des GMT400 unter der Bezeichnung Super Sport ein und nannte sie SS 454. Es gab sie nur mit normalem Führerhaus als Halbtonner in Onyxschwarz. Der Wagen wurde von einem 7,4-Liter-V8-Motor mit 169 kW Leistung und einem Drehmoment von 522 Nm angetrieben. Ein dreistufiges Automatikgetriebe und ein Achsantrieb mit einem Zahnverhältnis von 3,73:1 leitete die Motorkraft an die Hinterachse weiter. Das Fahrwerk wurde durch 32-mm-Bilstein-Gasstoßdämpfer und einen 32-mm-Stabilisator an der Vorderachse aufgewertet. Die Lenkübersetzung betrug 12,7:1.
Bemerkenswert an der Außenausstattung war ein Frontträger mit Nebellampen, besondere Radläufe, Schilder mit der Aufschrift „SS 454“ an den Fahrzeugseiten, rote Embleme mit Bezeichnung der Ausstattungslinie und schwarze Stoßfänger, Spiegel und Kühlergrill. Im Innenraum gab es eine weiche Polsterung mit Granatrotem Stoff und schwarzen Applikationen, umklappbare Sportsitze mit hohen Lehnen und eine Mittelkonsole.
Der Listenpreis des 1990er-Modells betrug 18.295 USD zuzüglich 550 USD Auslieferungspauschale. 16.953 Exemplare wurden vom SS 454 in über vier Jahren insgesamt verkauft; allein im ersten Jahr 1990 waren es 13.748 Einheiten. 1994 wurde der SS 454 nicht mehr angeboten.

## Brasilianische Versionen

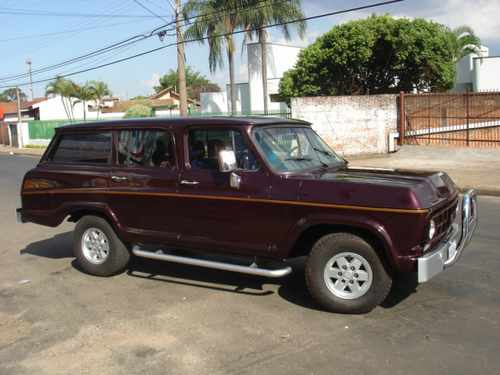
Veraneio (1974)

In den 1960er-Jahren wurde eine Variante der C/K-.Familie in Brasilien eingeführt. Diese hatte die Mechanik der C/K-Serien aus den USA in den Jahren 1960–1966, die Karosserien stammten aber aus brasilianischer Fertigung. Es gab einen Pick-up namens C10 und einen SUV namens Varaneio (anfangs auch als Chevrolet C1416 bekannt), der 1964 eingeführt wurde. Anfangs hatten sie einen Reihensechszylindermotor von Chevrolet. Später kam ein Vierzylinder-Diesel von Perkins dazu – das Modell hieß dann D10 (nur als Pick-up). Anfang der 1980er-Jahre gab es zusätzlich eine Variante mit ethanolgetriebenem Motor als A10.
Ab 1986 gab es ein überarbeitetes Modell, das den US-Pendants der Jahre 1973–1987 ähnlich sah und als C20 bezeichnet wurde. Der Motor basierte auf dem des Chevrolet Nova. Die Diesel- und Alkoholversionen hießen D20, bzw. A20. Später wurden die Perkins-Dieselmotoren durch solche von Maxion ersetzt. Die alte Version des Varaneio blieb bis zum Modelljahr 1989 in Produktion, wurde dann aber ebenfalls durch eine überarbeitete Version auf Basis des C20 ersetzt.